# Сигтрюгг Гнупассон
Сигтрюгг Гнупассон (лат. Sigtrygg Gnupasson) — полулегендарный правитель Дании начала X века из шведского Дома Олафа, сын Гнупы и датской дворянки Асфрид.

## Биография
Согласно свидетельству Адама Бременского со слов датского короля Свена II Эстридсена, Сигтрюгг правил Данией в то время, когда архиепископом Бремена был Хогер (909—915/917). Его существование подтверждается руническими текстами на двух камнях (DR 2 и DR 4), воздвигнутых, около Хедебю в Шлезвиге, Асфрид «по королю Сигтрюггу, сыну своему и Гнупы».
Основываясь на свидетельстве Свена II Адам Бременский сообщает, что ещё до смерти Хогера Кнуд I Хардекнуд вторгся в Данию и сверг Сигтрюгга. Однако другие источники, в частности Видукинд Корвейский, утверждают, что Chnuba (обычно отождествляемый с Гнупой, отцом Сигтрюгга) правил в 934 году и позже, пока не был разбит Гормом Старым. Сам Адам Бременский упоминает существование нескольких правителей в то время: это показывает, что Дания тогда не представляла собой единого государства.